# Bobby Creekwater
Bobby Creekwater, pseudonimo di Antoine Rogers (Atlanta, 20 novembre 1982), è un rapper statunitense.

## Biografia
Bobby Creekwater fu scoperto dall'etichetta discografica Shady Records; Eminem, presidente della casa discografica, si interessò a Creekwater e lo scritturò nell'estate del 2005.
In autunno Creekwater produsse il mixtape intitolato Anthem to the Streets. Stilisticamente si discostava da molti altri nastri di quel periodo, e aveva molte più canzoni del primo demo.
Il 5 dicembre 2006 Eminem ha pubblicato la raccolta Eminem Presents the Re-Up. Al disco hanno contribuito altri due rapper della Shady Records, Creekwater e Ca$his, che da allora hanno anche ottenuto una discreta popolarità. Inoltre il musicista ha eseguito un remix del singolo Shake That, realizzato da Eminem e Nate Dogg per la raccolta Curtain Call: The Hits.
Sta lavorando al suo primo album in studio, A Brilliant Mistake. Alla produzione 1998
Creekwater diventò amico di Eminem dopo l'uscita dell'album Re-up.

## Discografia

### Album in studio
- 2011 – Revenge

### Mixtape
- 2005 – Anthem 2 Da Streets
- 2007 – Anthem 2 Da Streets II
- 2007 – Back to Briefcase
- 2010 – Back to Briefcase II
- 2010 – Back to Briefcase II (B-Sides)
- 2010 – Not Now But Right Now
- 2011 – Prevenge